# Cryptoblepharus egeriae
Cryptoblepharus egeriae är en ödleart som beskrevs av  George Albert Boulenger 1888. Cryptoblepharus egeriae ingår i släktet Cryptoblepharus och familjen skinkar. Inga underarter finns listade i Catalogue of Life.